# Roger Salengro
Roger Salengro (Lilla, 30 maggio 1890 – Lilla, 18 novembre 1936) è stato un politico francese.

## Biografia
Fin da quando è studente alla facoltà di Lettere dell'Università di Lilla inizia la propria militanza politica nella Sezione Francese dell'Internazionale Operaia e fonda un'organizzazione studentesca di sinistra.
Dopo aver combattuto nella prima guerra mondiale, venendo anche fatto prigioniero dai tedeschi, diventa giornalista e riprende il suo impegno politico. Nel 1925 diventa sindaco di Lille, carica che manterrà fino alla morte. Nel 1928 viene eletto deputato, venendo confermato anche alle elezioni del 1932 e a quelle del 1936.
Nel primo governo del Fronte Popolare guidato da Blum, a inizio giugno 1936, diventa Ministro dell'interno. Il nuovo governo inizia ad attuare riforme sociali e uno dei suoi primi risultati è la firma degli Accordi di Matignon con il sindacato, annunciata pubblicamente proprio da Salengro.
Il 14 luglio successivo il quotidiano di estrema destra L'Action Française pubblica un articolo diffamatorio in cui sostiene che Salengro non fosse stato catturato dalle forze tedesche durante la guerra nel 1915 ma che avesse invece disertato. Tale affermazione viene ripresa da altri movimenti di estrema destra e poi ristampata ripetutamente su altri quotidiani, innescando l '"affare Salengro". L'argomento viene affrontato anche all’Assemblea nazionale da parlamentari di estrema destra. Una commissione militare esamina tale affermazioni e le smentisce, dal momento che nessuna prova è mai stata presentata. Il 13 novembre, su iniziativa del primo ministro Blum, l'Assemblea vota per condannare la campagna diffamatoria, con 427 voti su 530. Ciononostante Salengro, molto provato e malato, si toglie la vita nella propria casa nella notte fra il 17 e il 18 novembre; aveva 46 anni. Al suo funerale partecipò circa un milione di persone.
A lui è intitolato un ospedale e una via nella sua città, Lille. Altre strade in suo onore si trovano in vari comuni, fra cui Marsiglia e Villeurbanne; inoltre gli è stata intitolata una piazza a Nantes e Tolosa e un parco a Nevers e Clichy.

## Nella cultura popolare
Sulla sua vicenda nel 2009 è stato scritto un libro dal titolo L'Affaire Salengro: Chronique d'une calomnie da parte di Christian Blanckaert e nello stesso anno il film tv L'affaire Salengro, trasmesso su France 2, con protagonista Bernard-Pierre Donnadieu.
Il brano musicale della cantante francese Juliette del 2010, intitolato Rue Roger-Salengro parla della propria giovinezza trascorsa a Suresnes, lungo una strada che porta il suo nome.